# Dysdera vesiculifera
Dysdera vesiculifera là một loài nhện trong họ Dysderidae.
Loài này thuộc chi Dysdera. Dysdera vesiculifera được Eugène Simon miêu tả năm 1882.